# La Motte (Iowa)
La Motte és una població dels Estats Units a l'estat d'Iowa. Segons el cens del 2000 tenia 272 habitants.

## Demografia
Segons el cens del 2000, La Motte tenia 272 habitants, 105 habitatges, i 80 famílies. La densitat de població era de 223,4 habitants/km².
Dels 105 habitatges en un 30,5% hi vivien nens de menys de 18 anys, en un 66,7% hi vivien parelles casades, en un 6,7% dones solteres, i en un 23,8% no eren unitats familiars. En el 17,1% dels habitatges hi vivien persones soles el 7,6% de les quals corresponia a persones de 65 anys o més que vivien soles. El nombre mitjà de persones vivint en cada habitatge era de 2,59 i el nombre mitjà de persones que vivien en cada família era de 2,98.
Per edats la població es repartia de la següent manera: un 23,5% tenia menys de 18 anys, un 8,5% entre 18 i 24, un 29,4% entre 25 i 44, un 23,2% de 45 a 60 i un 15,4% 65 anys o més.
L'edat mediana era de 38 anys. Per cada 100 dones de 18 o més anys hi havia 103,9 homes.
La renda mediana per habitatge era de 35.625 $ i la renda mediana per família de 38.125 $. Els homes tenien una renda mediana de 33.750 $ mentre que les dones 25.694 $. La renda per capita de la població era de 19.794 $. Entorn del 4,7% de les famílies i el 9% de la població estaven per davall del llindar de pobresa.

## Poblacions més properes
El següent diagrama mostra les poblacions més properes.